# Terra arable

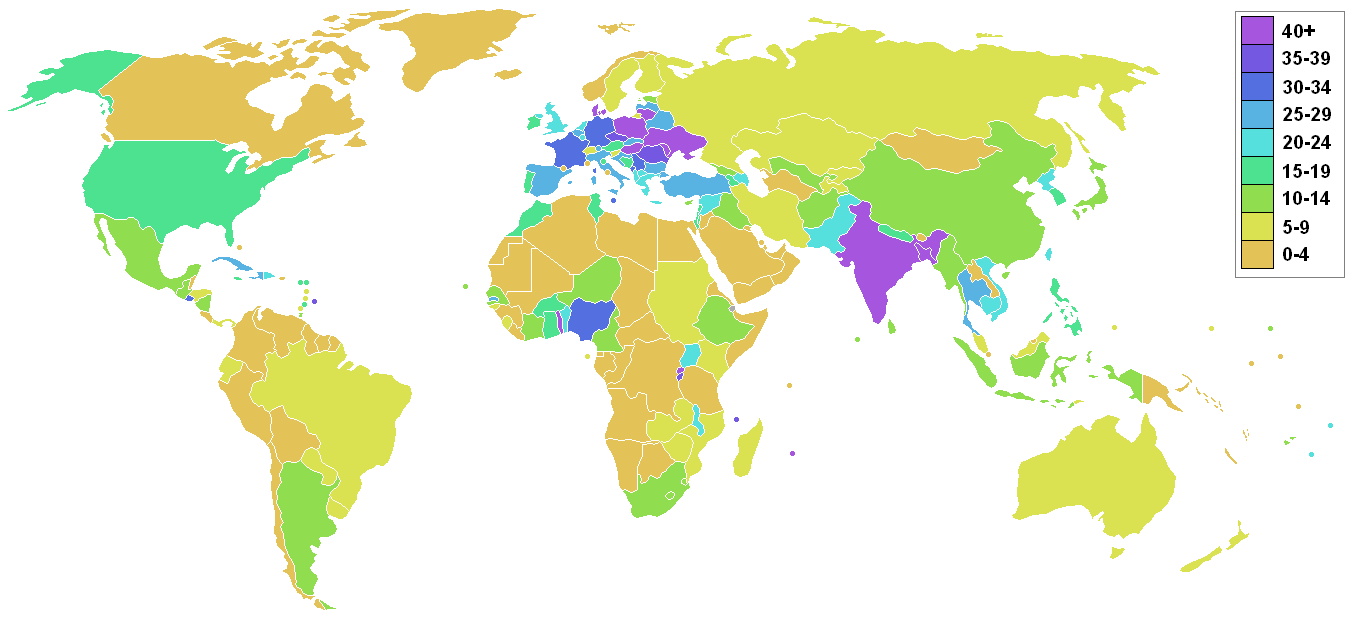
Mapa representant els percentatges de terres arables a cada estat

Una terra arable, terra conreable o terra cultivable és aquella part del sòl que es pot usar per a l'agricultura. Inclou totes les terres cultivades amb conreus anuals (les terres amb dues collites l'any es compten un sol cop), prats temporals explotats econòmicament i horts i guarets. Les terres abandonades no s'inclouen en aquesta categoria. La terra arable és una categoria de la terra agrícola, la qual segons la definició que en fa la FAO, a més inclou la terra sota conreus permanents o perennes, com són les plantacions de fruits i també les pastures permanents per a ús de la ramaderia. L'any 2008 en el món la terra per a llaurar total era de 13.805.153 km², i 48.836.976 km² estaven classificats com "terra agrícola."
La quantitat de terra conreable fluctua tant de manera regional com mundial per factors humans i climàtics com la irrigació, la desforestació, desertificació, la construcció de feixes i el creixement urbà.
La part més productiva d'aquestes terres la componen les terres sedimentàries les quals històricament les han format els rius.

## Terres no arables
Els sòls no adequats per a l'agricultura com a mínim tenen alguna d'aquestes deficiències: no tenir recursos d'aigua dolça; massa càlides i seques (desert); massa fred (Àrtic); massa rocalloses; massa muntanyoses; excés de sals; excés de pluja; massa nivoses; massa contaminades; o molt pobres en nutrients.
Tanmateix, de vegades la terra no arable es pot convertir en terra conreable. Per això de vegades cal construir canals d'irrigació, nous pous, aqüeductes, plantes dessalinitzadores, plantar arbres i d'altres mesures.
Alguns exemples de terra infèrtil o no conreable que s'han convertit en terres d'aquest tipus són:
- Illes Aran a Irlanda: eren unes illes plenes de roques, les terres van ser cobertes amb una capa d'algues marines i sorra i a partir d'aleshores es van poder cultivar.
- Israel: gran part d'Israel era desert o semidesert i una part d'aquestes terres es van regar amb aigua provinent de plantes dessalinitzadores.
- Terra preta, sòls tropicals fets fèrtils afegint-hi carbó vegetal.

D'altra banda exemples de terres fèrtils arables esdevingudes infèrtils són:
- El cas del 'Dust Bowl' als Estats Units.
- Desforestació de les selves tropicals, per exemple als altiplans centrals de Madagascar.
- Cada any es perd terra arable per desertificació i erosió lligades a activitats humanes. Una irrigació inadequada pot portar a incrementar la salinitat del sòl i afectar negativament el creixement de les plantes.